# دوار أفوزار (القلايع)
دوار أفوزار هو دُوَّار يقع بجماعة ودكة، إقليم تاونات، جهة فاس مكناس في المملكة المغربية. ينتمي الدوّار لمشيخة القلايع التي تضم 12 دوار. يقدر عدد سكانه بـ 652 نسمة حسب الإحصاء الرسمي للسكان والسكنى لسنة 2004.

## روابط خارجية
- البوابة الوطنية للجماعات الترابية نسخة محفوظة 12 مارس 2018 على موقع واي باك مشين.
- المندوبية السامية للتخطيط